# BC Racers
BC Racers è un videogioco di guida sviluppato e pubblicato da Core Design nel 1994 per Sega Mega CD. Il gioco, terzo capitolo della saga di Chuck Rock, ha ricevuto conversioni per Sega 32X, 3DO e MS-DOS l'anno successivo.
Toby Gard, che in seguito creerà il personaggio di Lara Croft, ha lavorato al gioco in veste di grafico.

## Modalità di gioco
BC Racers è un videogioco di guida che unisce gli elementi tipici del genere con l'ambientazione preistorica dei titoli già presente in Chuck Rock e Chuck Rock II: Son of Chuck. Alcuni dei personaggi giocanti provengono dai capitoli precedenti, altri invece prendono il nome da musicisti famosi, tra cui Bob Hardley, Jimi Handtrix, Brick Jacker e Sid Viscous.